# Source de lumière synchrotron

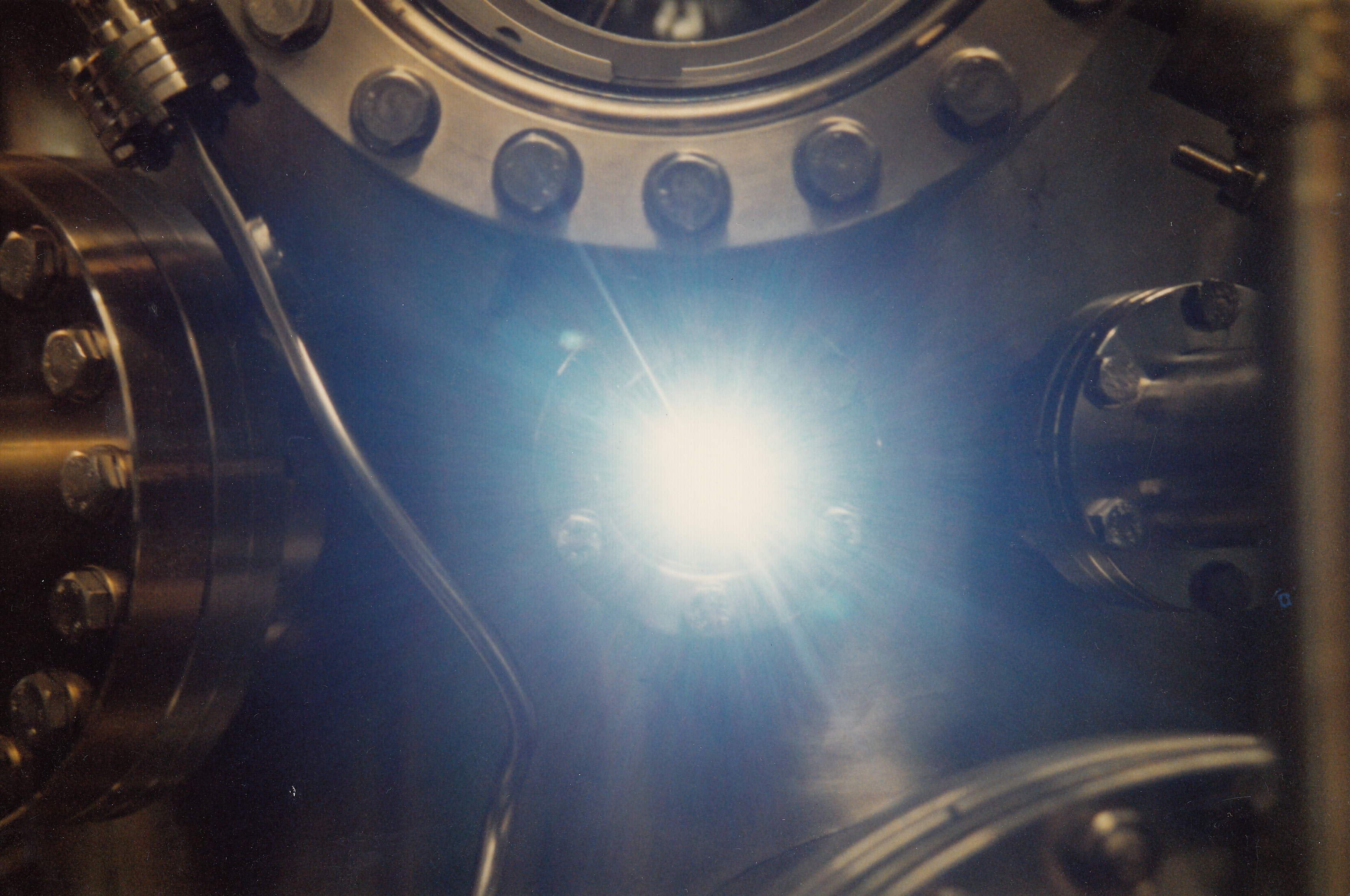
Rayonnement synchrotron réfléchi par un cristal de terbium à la Synchrotron Radiation Source (fermée en 2008) de Daresbury, 1990.

Une source de lumière synchrotron est une source de rayonnement électromagnétique (EM) généralement produite par un anneau de stockage, à des fins scientifiques et techniques. Observée pour la première fois dans les synchrotrons, la lumière synchrotron est maintenant produite par des anneaux de stockage et d’autres accélérateurs de particules spécialisés, accélérant généralement les électrons. Une fois que le faisceau d’électrons de haute énergie a été généré, il est dirigé vers des composants auxiliaires tels que des aimants de déflexion et des dispositifs d'insertion (ondulateurs ou wigglers) dans des anneaux de stockage. Ceux-ci fournissent les puissants champs magnétiques perpendiculaires au faisceau qui sont nécessaires pour stimuler l'émission de photons par les électrons à haute énergie. Ce faisceau d'électrons peut également servir à alimenter des lasers à électrons libres.
Les principales applications de la lumière synchrotron sont la physique de la matière condensée, la science des matériaux, la biologie et la médecine. Une grande partie des expériences utilisant la lumière synchrotron impliquent de sonder la structure de la matière, du niveau sub-nanométrique de la structure électronique aux niveaux micrométrique et millimétrique importants en imagerie médicale. Un exemple d’application industrielle pratique est la fabrication de microstructures par le procédé LIGA.
Le synchrotron est l’un des types de sources lumineuses les plus coûteux connus, mais c’est pratiquement la seule source lumineuse viable de rayonnement à large bande dans la gamme de longueurs d’onde de l’infrarouge lointain pour certaines applications, telles que la spectrométrie d'absorption dans l’infrarouge lointain.

## Luminosité spectrale
Le principal facteur de mérite utilisé pour comparer différentes sources de rayonnement synchrotron a été appelé « luminosité », « brillance » et « luminosité spectrale », ce dernier terme étant recommandé comme le meilleur choix par le Groupe de travail sur la nomenclature synchrotron. Quel que soit le nom choisi, le terme est une mesure du flux total de photons dans un espace des phases à six dimensions par unité de bande passante (BW).
La luminosité spectrale est donnée par :
{\displaystyle B={\frac {{\dot {N}}_{\text{ph}}}{4\pi ^{2}\sigma _{x}\sigma _{y}\sigma _{x'}\sigma _{y'}{\frac {d\omega }{\omega }}}},}
où {\displaystyle {\dot {N}}_{\text{ph}}} est le nombre de photons par seconde dans le faisceau, {\displaystyle \sigma _{x}} et {\displaystyle \sigma _{y}} sont les valeurs RMS de la taille du faisceau selon les axes perpendiculaires à la direction du faisceau, {\displaystyle \sigma _{x'}} et {\displaystyle \sigma _{y'}} sont les valeurs RMS de l'angle solide du faisceau dans les directions x et y, et {\textstyle {\frac {d\omega }{\omega }}} est la bande passante relative, ou l'étalement de la fréquence du faisceau autour de la fréquence centrale. La valeur habituelle de la bande passante relative est 0,1 %.
L'unité de la luminosité spectrale est : unité de temps−1⋅distance−2⋅angle−2⋅(% de bande passante)−1.

## Propriétés des sources
En particulier lorsqu’il est produit artificiellement, le rayonnement synchrotron se distingue par :
- sa brillance élevée, plusieurs ordres de grandeur de plus qu’avec les rayons X produits dans les tubes à rayons X conventionnels : les sources de 3e génération ont généralement une brillance supérieure à 1018 photons·s−1·mm−2·mrad−2/(0,1 % BW), où 0,1 % BW correspond à une bande passante relative de 10−3ω centrée autour de la fréquence ω.
- son haut niveau de polarisation (linéaire, elliptique ou circulaire).
- sa collimation élevée, c’est-à-dire la faible divergence angulaire du faisceau.
- sa faible émittance, c’est-à-dire que le produit de la section efficace de la source et de l’angle d’émission solide est faible.
- sa large accordabilité en énergie/longueur d’onde par monochromatisation (du sous-électronvolt jusqu’à la gamme du mégaélectronvolt).
- son émission de lumière pulsée (durée des impulsions égale ou inférieure à une nanoseconde, ou un milliardième de seconde).